# لوکاس مارکز (بازیکن فوتبال، زاده ۱۹۹۰)
لوکاس مارکز (انگلیسی: Lucas Márquez؛ زادهٔ ۲۱ ژوئیهٔ ۱۹۹۰) بازیکن فوتبال اهل آرژانتین است.